# David Marrero
David Marrero Santana (født 8. april 1980 i Las Palmas de Gran Canaria, Spanien) er en professionel tennisspiller fra Spanien.